# Stanisław Bernatowicz
Stanisław Bernatowicz (ur. 8 maja?/21 maja 1910 w Zaborzu, zm. 4 marca 2005 w Giżycku) – polski hydrobiolog, profesor nauk przyrodniczych, senator I kadencji.

## Życiorys
Urodził się na terenie obecnej Białorusi w rodzinie o tradycjach piłsudczykowskich. Ukończył szkołę średnią w Lidzie, a w 1938 studia w Szkole Głównej Gospodarstwa Wiejskiego w Warszawie. W czasie II wojny światowej walczył w szeregach Armii Krajowej. Po wojnie pracował naukowo, doktorat obronił w 1954, habilitował się w 1970 (z hydrobiologii i ichtiologii), w 1975 otrzymał tytuł profesora w zakresie nauk przyrodniczych. Kierował Zakładem Gospodarki Jeziorowej Instytutu Rybactwa Śródlądowego, w latach 1974–1978 Obserwatorium Meteorologicznym w Mikołajkach. Ogłosił ponad 200 prac naukowych z hydrobiologii i rybołówstwa. Należał m.in. do Polskiego Towarzystwa Hydrobiologicznego.
Od 1980 działał w „Solidarności”, zakładał komórki związkowe w miejscu pracy. W 1989 został wybrany do Senatu z ramienia Komitetu Obywatelskiego z okręgu suwalskiego. Brał udział w pracach Komisji Kultury, Środków Przekazu, Nauki i Edukacji Narodowej oraz Komisji Spraw Emigracji i Polaków za Granicą. Był jedynym z parlamentarzystów Obywatelskiego Klubu Parlamentarnego, który w lipcu 1989 poparł kandydaturę Wojciecha Jaruzelskiego w wyborach na urząd prezydenta PRL. W trakcie kadencji przeszedł do Unii Demokratycznej.
Był żonaty z Antonią Zofią (absolwentką chemii na Uniwersytecie Wileńskim). Miał troje dzieci: Andrzeja, Ewę i Stanisława. Jego wnuk Wojciech Bernatowicz był prezydentem Starachowic.
Został pochowany na cmentarzu komunalnym w Giżycku.

## Odznaczenia
- Krzyż Kawalerski Orderu Odrodzenia Polski
- Złoty Krzyż Zasługi
- Medal 10-lecia Polski Ludowej (1955)[5][6]